# Alischer Qudratow
Alischer Qudratow (tadschikisch Алишер Қудратов, englisch Alisher Qudratov; * 11. Januar 1986 in Safeddara, Tadschikische ASSR) ist ein tadschikischer Skirennläufer.

## Werdegang
Qudratow begann 1997 mit professionellem Skitraining und startete im April 2006 erstmals bei internationalen FIS-Rennen im Iran. Bei den Winter-Asienspielen 2007 in Changchun belegte er im Riesenslalom Rang 23, bevor er im Slalom in Durchgang eins ausschied. Bei den Olympischen Winterspielen 2010 war Qudratow erstmals Flaggenträger seines Landes, kam aber in den späteren Wettbewerben nicht zum Einsatz. Nach weiteren Starts bei FIS-Rennen gehörte er auch bei den Winter-Asienspielen 2011 in Almaty zum Aufgebot Tadschikistans, welches jedoch nur zwei Sportler umfasste. Im Super-G wurde er Elfter. In der Superkombination schied er aus. 
Bei seinem bislang letzten internationalen Start bei den Olympischen Winterspielen 2014 in Sotschi schied er bereits im ersten Durchgang des Slaloms aus. Zuvor war er erneut Flaggenträger Tadschikistans.
Seitdem ist Qudratow nicht mehr als Rennläufer in Erscheinung getreten.

## Erfolge

### Olympische Winterspiele
- Sotschi 2014: DNF Slalom

### Winter-Asienspiele
- Almaty 2011: 11. Super-G, DNF Super-Kombination

### Weitere Erfolge
- 4 Platzierungen unter den besten 15 bei FIS-Rennen